# 金钟藤
金钟藤又名假白薯，为旋花科多年生常绿藤本植物。分布于老挝、印度尼西亚、越南以及中国大陆的云南、海南、广西等地，生长于海拔120米至680米的地区，一般生于疏林润湿处或次生杂木林，目前尚未由人工引种栽培。 

## 异名
- Merremia boisiana (Gagn.) V. Ooststr. var. fulvopilosap  (Gagnep.) V. Ooststr.